# Manfred Reinelt
Manfred Reinelt (* 5. Februar 1932 in Leipzig; † 18. September 1964 ebenda) war ein deutscher Pianist.

## Leben und Werk
Manfred Reinelt, Sohn eines musikausübenden Kaufmanns, wurde am 5. Februar 1932 in Leipzig geboren. Er kam als 10-Jähriger an das Musische Gymnasium Leipzig und wurde dort Klavierschüler von Hugo Steurer. Ein Jahr nach Kriegsende begann er sein Studium an der Staatlichen Hochschule für Musik Leipzig in den Fächern Klavier (weiterhin bei Hugo Steurer) und Tonsatz (bei Paul Schenk und Wilhelm Weismann). 1950 legte er die Reifeprüfung im Fach Klavier und ein Jahr später in Theorie ab, beide bestand er „mit Auszeichnung“. Ab 1950 war Reinelt Lehrbeauftragter für Gehörbildung und Assistent von Hugo Steurer, zuletzt als Oberassistent für Klavier. 1962 nahm Reinelt ein Gaststudium der Musikwissenschaft bei Heinrich Besseler an der Karl-Marx-Universität (heute Universität Leipzig) auf. 1963 wurde ihm seitens der Musikhochschule nahegelegt, seine Anstellung zu kündigen, weil er sich weigere, „sozialistische Musikerpersönlichkeiten zu formen“. Am 18. September 1964 schied Reinelt durch Freitod aus dem Leben.
Reinelts Klavierspiel und seine Konzerte waren außergewöhnlich. Bereits in jungen Jahren wurde er mit Walter Gieseking verglichen. Besonders widmete er sich der Moderne und Avantgarde. Auf seinen Programmen tauchten bereits sehr früh Komponisten wie Alexander Skrjabin, Claude Debussy, Alban Berg, Charles Ives, Olivier Messiaen, Karlheinz Stockhausen, John Cage oder Luigi Dallapiccola auf – in einer Zeit, als diese Komponisten in der DDR bestenfalls geduldet waren. Doch auch Domenico Scarlattis Klaviersonaten standen schon früh und regelmäßig auf seinen Programmen. Für den Rundfunk der DDR spielte er bereits in den 50er und frühen 60er Jahren Werke von Messiaen, Ives, Milhaud und Berg ein, weniges davon ist auf Schallplatte bzw. auf CD bisher veröffentlicht worden. Seine Einspielung der „2. Klaviersonate, Concord, Mass.“ von Charles Ives aus dem Jahr 1960 ist überhaupt die weltweit zweite (nach John Kirkpatrick) und gilt noch heute als maßstabsetzend, ebenso seine Interpretation der Klaviersonate von Alban Berg von 1957. Im Deutschen Rundfunkarchiv sind insgesamt über 60 Aufnahmen mit Reinelt verzeichnet, darunter Klaviermusik von Arnold Schönberg, Hanns Eisler, Darius Milhaud und Paul Dessau.

## Diskografie
- Béla Bartók, Kontraste (mit György Garay und Rudolf Bartel) (LP bei Eterna 1962)
- Klavierwerke von Alban Berg, Luigi Dallapiccola, Erik Satie, Francis Poulenc, Jean Françaix und Olivier Messiaen (LP bei Eterna 1985)
- Charles Ives, 2. Klaviersonate (CD-Wiederveröffentlichung bei Berlin Classics)